# Joan Sentís y Sunyer
Joan Sentís y Sunyer (Xerta, 1561-Barcelona, 7 de octubre de 1632) fue obispo de Barcelona (1620-1632) y virrey de Cataluña durante el primer periodo del reinado de Felipe IV (1622-1626). Se puede considerar que se convirtió en el político más relevante de la Veguería del Ebro en la Edad Moderna.
Nació en Xerta (Bajo Ebro), miembro de una familia noble que poseía importantes cargos políticos y eclesiásticos. 
En el año 1625 desempeñó un papel muy importante y decisivo en el conflicto de la segregación de su municipio natal de la vecina ciudad de Tortosa y consiguió que obtuviera el título de Villa por Real Decreto. 
Murió en Barcelona y fue sepultado en la catedral.
| Predecesor: Fernando Afán de Ribera y Téllez-Girón | Virrey de Cataluña 1622-1626  | Sucesor: Luis Díez de Aux de Armendariz |
| Predecesor: Luís Sanz de Códol                     | Obispo de Barcelona 1620-1632 | Sucesor: García Gil Manrique            |

- Datos: Q9012074
- Multimedia: Joan Sentís i Sunyer / Q9012074